# Porsche-Diesel Super S 308
Le Porsche-Diesel Super S 308 est un tracteur fabriqué par Porsche-Diesel Motorenbau GmbH, basé à Friedrichshafen sur le lac de Constance et qui a produit ce modèle de tracteur de 1957 à 1962. Le Super S 308 est un tracteur de la gamme Super de Porsche-Diesel. Le Porsche-Diesel Super S 308 était une version longue du Porsche-Diesel Super N 308, qui avait des caractéristiques techniques comparables. Le Porsche-Diesel Super S 308 était le modèle successeur de l’Allgaier A 133 S, avec un équipement technique correspondant à celui du Super N 308. Le Super S 308 a ensuite été remplacé par le Porsche-Diesel Super N 309 plus moderne.
Le Porsche-Diesel Super S 308 était équipé d’un moteur diesel vertical à trois cylindres en ligne et quatre temps avec refroidissement à air. Le moteur était équipé d’un système de lubrification par circulation sous pression et du procédé de chambre à tourbillon. Comme les modèles précédents, le Porsche-Diesel Super S 308 utilise également le procédé de combustion innovant Optima de Porsche avec soupapes en tête. De plus, le moteur du Super S 308 était doté d’un système d’injection Bosch et d’un ventilateur de refroidissement radial avec une commande de thermostat moderne. Avec une puissance d’environ 28 kW, le tracteur atteignait une vitesse maximale de 20 km/h.
Le Porsche-Diesel Super S 308 était équipé d’une boîte de vitesses ZF ou Getrag avec un total de six vitesses. De plus, le modèle pouvait être équipé d’un jeu de pneus supplémentaires. Un double embrayage combiné, sec et hydraulique, permettait le démarrage sous de fortes charges dans tous les rapports. Cela rendait impossible le calage du moteur. De plus, le tracteur était équipé d’une prise de force commutable en tant que prise de force de sol et prise de force standard et d’une prise de force de transmission arrière supplémentaire. Grâce à la technologie à double embrayage, ces dernières peuvent également être désengagées séparément. Le frein à mâchoires intérieur et à commande au pied sur les roues arrière du Porsche-Diesel Super S 308 fonctionnait comme un frein, qui pouvait également être utilisé individuellement comme frein de direction. De plus, un frein à main verrouillable et indépendant, agissant directement sur la transmission, a été installé. De plus, le tracteur était équipé d’un essieu avant pendulaire suspendu indépendamment et extensible. L’essieu arrière, quant à lui, était conçu comme un essieu portique et il disposait d’un blocage de différentiel actionné au pied. Le Porsche-Diesel Super S 308, qui pèse environ 1 530 kg, pouvait être équipé en option d’un relevage hydraulique avec attelage trois-points.

## Crédit de traduction
- (de) Cet article est partiellement ou en totalité issu de l’article de Wikipédia en allemand intitulé « Porsche-Diesel Super S 308 » (voir la liste des auteurs).